# سیارک ۲۵۴۲۸
سیارک ۲۵۴۲۸ (به انگلیسی: 25428 Lakhanpal، نامگذاری:1999VM172) بیست و پنج هزار و چهارصد و بیست و هشتمین سیارک کشف شده‌است که در ۱۴ نوامبر ۱۹۹۹ کشف شد.
قدر مطلق سیارک برابر ۱۱.۷ است.